# Distretto del Godavari Occidentale
Il Godavari Occidentale è un distretto dell'India di 3 796 144 abitanti, che ha come capoluogo Eluru.

## Amministrazioni
Il distretto del Godavari Occidentale è suddiviso in 46 comuni (detti mandal).
1. Achanta
2. Akividu
3. Attili
4. Bhimavaram
5. Bhimadole
6. Buttayagudem
7. Chagallu
8. Chintalapudi
9. Denduluru
10. Devarapalli
11. Duvva
12. Dwaraka Tirumala
13. Eluru
14. Ganapavaram
15. Gopalapuram
16. Iragavaram
17. Jangareddygudem
18. Jeelugumilli
19. Kalla
20. Kamavarapukota
21. Kovvur
22. Koyyalagudem
23. Lingapalem
24. Mogalthur
25. Nallajerla
26. Narsapur
27. Nidadavole
28. Nidamarru
29. Palakoderu
30. Palakol
31. Pedapadu
32. Pedavegi
33. Pentapadu
34. Penugonda
35. Penumantra
36. Peravali
37. Poduru
38. Polavaram
39. T.Narasapuram
40. Tadepalligudem
41. Tanuku
42. Thallapudi
43. Undrajavaram
44. Undi
45. Unguturu
46. Veeravasaram